# Метод звёздных подсчётов
Метод звёздных черпков или метод звёздных подсчетов — метод, применяемый для определения структуры Галактики или Вселенной. Суть метода заключается в выборе площадок на небе, для которых проводятся и наблюдения и вычисляется распределение наблюдаемых объектов.  Впервые применён Гершелем для определения структуры Галактики.

## Структура Галактики
Изначально Гершель применил подобный метод для определения структуры Млечного Пути. Впоследствии при помощи данного метода была исследована зависимость числа звёзд в единичном интервале звёздных величин — дифференциальная функция блеска. И было установлено, что её вид хорошо представляется степенной зависимостью:
{\displaystyle {\frac {dN(m)}{dm}}=exp(a+bm-cm^{2})},
где a,b,c — коэффициенты, зависящие от места на небе.